# Джексон, Ронни
Ронни Линн Джексон (англ. Ronny Lynn Jackson; род. 4 мая 1967, Левелленд, Техас, США) — американский военный врач и политик, личный врач президентов США в 2013—2018 годах.
Член Палаты представителей США от 13-го избирательного округа Техаса с 3 января 2021 года, представляет Республиканскую партию.

## Биография

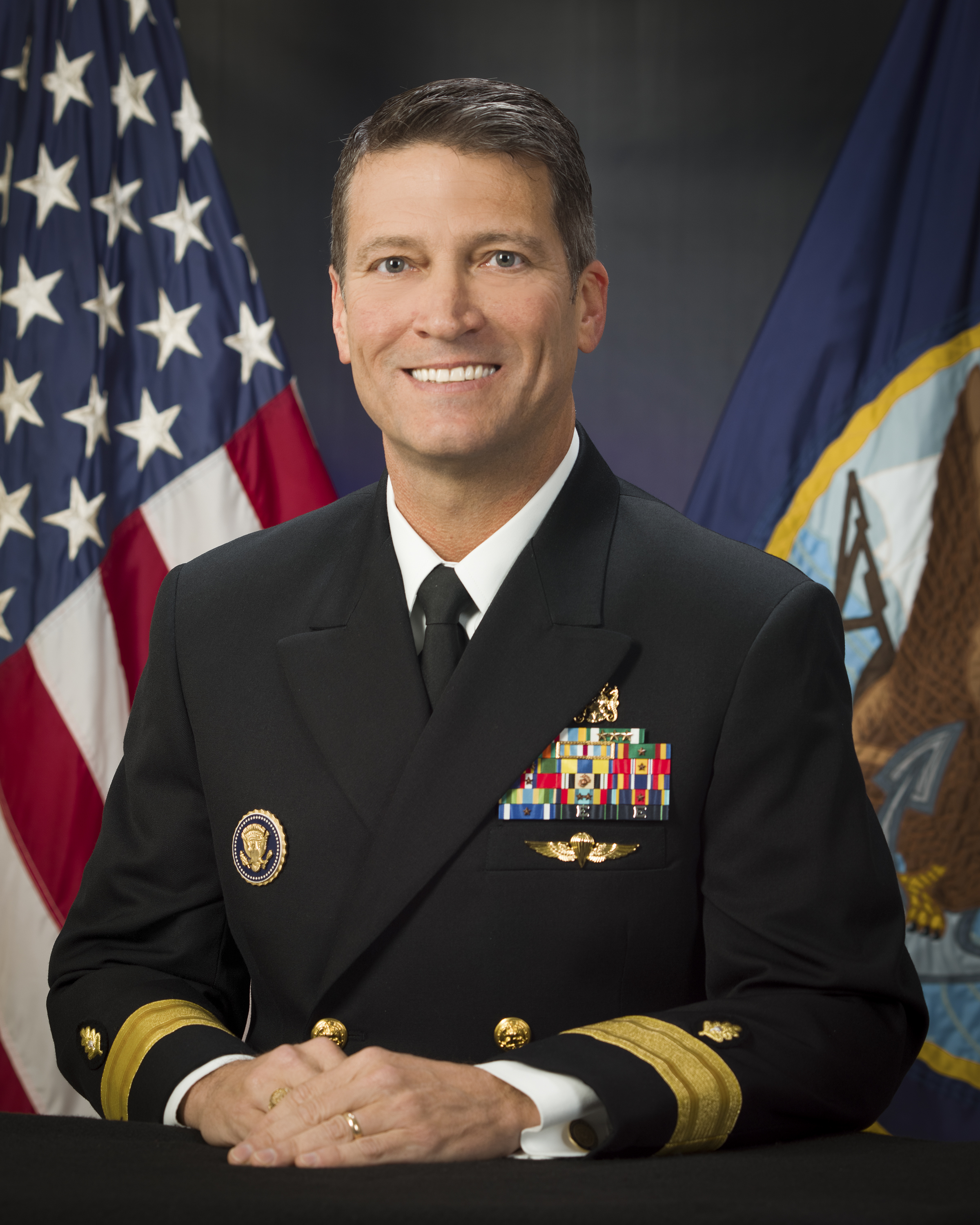
Джексон в адмиральской форме (2016 год)

Окончил Техасский университет A&M по специальности «морская биология», а в 1995 году — медицинскую школу Медицинского отделения Техасского университета.
Сразу поступил на службу в Военно-морской флот, прошёл программу подготовки врачей подводного флота, отвечал за безопасность погружений в военно-морском учебном центре в Норфолке. В 2005 году зачислен в 25-й полк боевой логистики морской пехоты и служил в Ираке, занимаясь проблемой реанимации после хирургического шока.
В 2013 году распоряжением президента Барака Обамы возглавил медицинскую службу Белого дома.
28 марта 2018 года президент Трамп объявил об отставке министра по делам ветеранов Дэвида Шулкина и предложил на утверждение в качестве его преемника кандидатуру Ронни Джексона.
26 апреля 2018 года Джексон снял свою кандидатуру после выдвижения против него обвинений в нарушении правил обращения с рецептурными лекарствами и употреблении алкоголя на рабочем месте.
13 июля 2024 года Джексон сообщил, что Томас Мэтью Крукс, совершивший покушение на Дональда Трампа во время его президентской кампании, ранил его племянника в шею.